# Championnat du monde de barbe et moustache

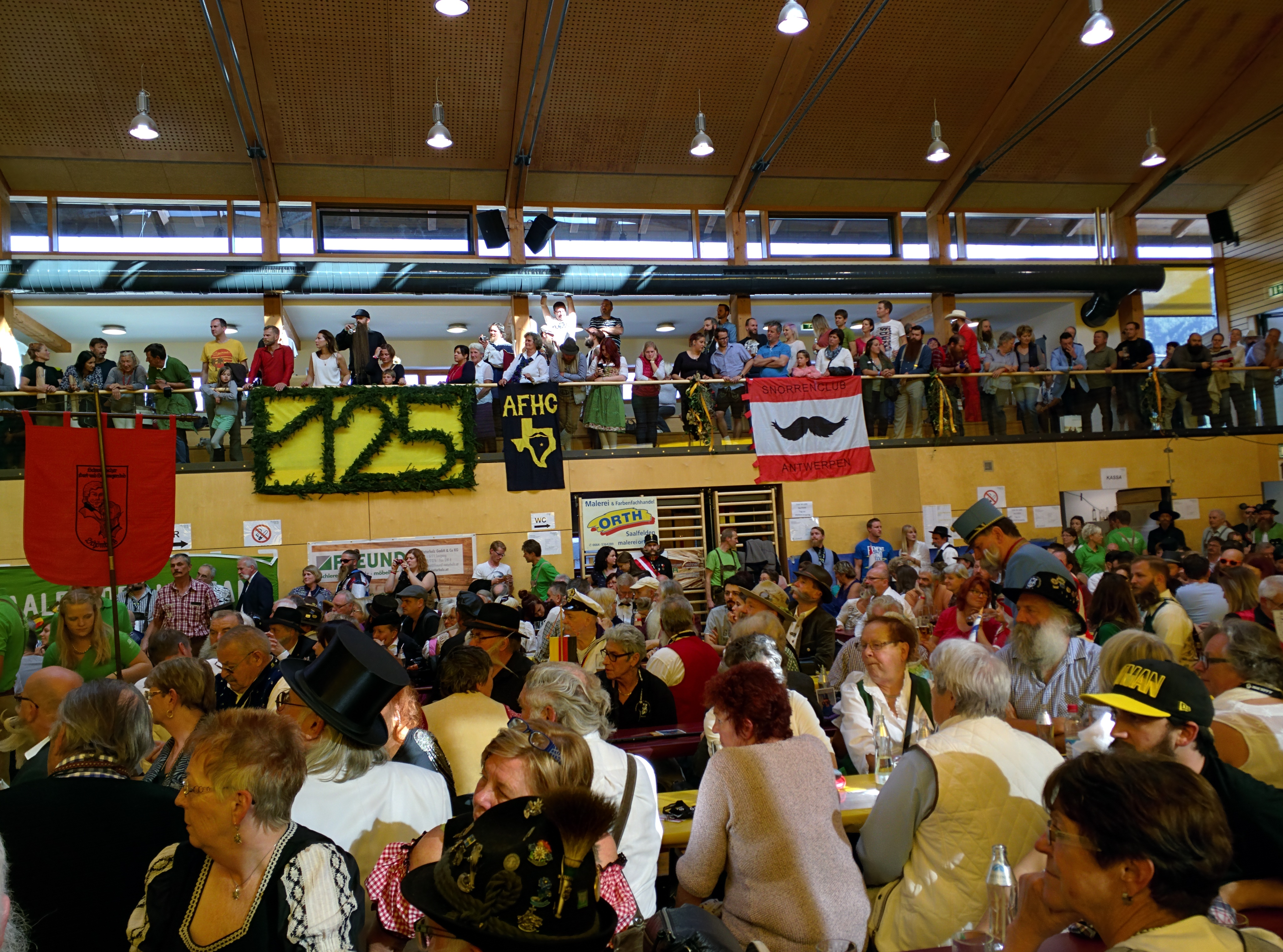
Championnats de barbe et moustache 2015

Le Championnat du monde de barbe et moustache est une compétition biennale organisée par la World Beard and Moustache Association (WBMA) (« Association mondiale de barbe et moustache ») lors de laquelle des hommes portant barbes ou moustaches présentent leurs longueurs et styles.

## Historique
Le premier championnat du monde eu lieu à Höfen an der Enz en Allemagne en 1990
Depuis 2004, la WBMA est l'organe organisateur du championnat. L'association est responsable de déterminer le club organisateur du championnat. Chaque club membre du WBMA peut formuler une demande visant à l'organiser.
Le 1er septembre 2007, les compétiteurs du monde entier se sont réunis au championnat à Brighton. Elle a été organisée par le Handlebar Club et le comédien Michael Attree en fut le président et maître de cérémonies. Les catégories étaient jugées par des porteurs de moustaches célèbres tels que l'acteur et chanteur Nick Cave et le musicien et poète Billy Childish. L'évènement s'est tenu dans la salle principale du Brighton Centre. Les catégories incluaient les « moustaches Dali », les barbiches et les barbes « style libre »,.

## Lieux d'organisations
Le championnat se déroule tous les deux ans, les années impaires.
| Année | Date                 | Lieu (Pays)                    | Organisateur                                      | Sites officiels |
| ----- | -------------------- | ------------------------------ | ------------------------------------------------- | --------------- |
| 2005  |                      | Berlin (Allemagne)             | Berlin Beard Club                                 | Consulter       |
| 2007  | 1er septembre        | Brighton (Royaume-Uni)         | Handlebar Club                                    | Consulter       |
| 2009  | 19 au 24 mai         | Anchorage (Alaska, États-Unis) | The South Central Alaska Beard and Moustache Club | Consulter       |
| 2011  | 15 mai               | Trondheim (Norvège)            | The Norwegian Moustache Club of 91                | Consulter       |
| 2013  | 2 novembre           | Stuttgart (Allemagne)          | Belle Moustache Beard and Culture Club            | Consulter       |
| 2015  | –                    | Leogang (Autriche)             | The World Beard and Moustache Championships       |                 |
| 2017  | 1er-3 septembre 2017 | Austin (Texas)                 | The Austin Facial Hair Club                       | Consulter       |
| 2019  | –                    | Anvers (Belgique)              |                                                   |                 |

## Formats régionaux

### Championnat d'Europe de barbe et moustache
En 2012, le seul format européen du championnat s'est déroulé dans la ville allemande de Wittersdorf.
En 2018, le 22 juin, le championnat d'Europe a eu lieu à Tel-Aviv. L’office du tourisme du vieux Jaffa organisait en collaboration avec le club des barbes et moustaches de la Bavière de  l’est „“Ostbayerischer Bart- und Schnauzerclub 1996 e.V." 22 juin 2018 le Championnat d’Europe de Barbe et  Moustaches.

## Sources